# Viljami Sinisalo
Viljami Sinisalo (Espoo, 11 de octubre de 2001) es un futbolista finlandés que juega en la demarcación de portero para el Celtic F. C. de la Scottish Premiership.

## Selección nacional
Tras jugar en varias categorías inferiores de la selección, finalmente hizo su debut con la selección de fútbol de Finlandia en un partido amistoso contra Estonia que finalizó con un resultado de 0-1 a favor del combinado estonio tras el gol de Martin Miller.

## Clubes
| Club                         | País       | Año       | Partidos | Goles |
| ---------------------------- | ---------- | --------- | -------- | ----- |
| FC Espoo                     | Finlandia  | 2017-2018 | 1        | 0     |
| Ayr United F. C. (cedido)    | Escocia    | 2020-2021 | 29       | 0     |
| Burton Albion F. C. (cedido) | Inglaterra | 2022      | 8        | 0     |
| Aston Villa F. C.            | Inglaterra | 2023      | 0        | 0     |
| Exter City F. C. (cedido)    | Inglaterra | 2023-2024 | 50       | 0     |
| Celtic F. C.                 | Escocia    | 2024-     | 8        | 0     |

## Palmarés

### Títulos nacionales
| Título                     | Club         | País    | Año     |
| -------------------------- | ------------ | ------- | ------- |
| Copa de la Liga de Escocia | Celtic F. C. | Escocia | 2024-25 |
| Scottish Premiership       | Celtic F. C. | Escocia | 2024-25 |